# Битва на Хлебном поле
Битва на Хлебном поле (венг. Kenyérmezei csata, рум. Bătălia de la Câmpul Pâinii) — крупное сражение, состоявшиеся между венгерскими и турецкими войсками 13 октября 1479 года в Трансильвании на Хлебном поле, расположенном на берегу реки Муреш между городами Ораштие и Себеш.

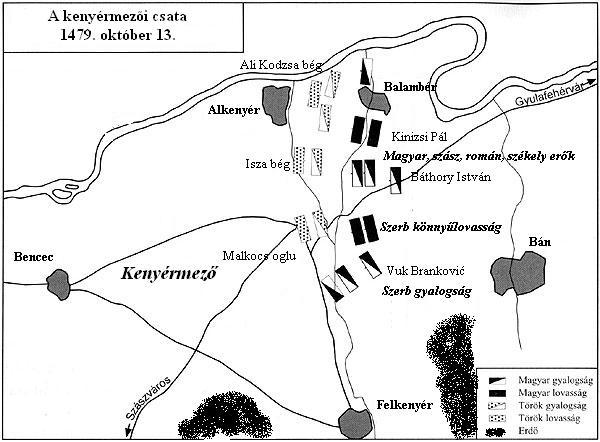
Карта сражения

9 октября османская армия вошла на территорию Трансильвании у местечка Кальник, разграбила несколько сёл и торговых городков и взяла в плен много местных жителей. Иштван Батори, трансильванский воевода, не сразу выступил против нападавших, он хотел, чтобы турки измотались в набегах, а затем намеревался уничтожить их. Поскольку у них было много добычи и пленных, со временем их передвижение замедлилось, и они не могли легко вернуться в Валахию.
13 октября турки расположились лагерем на Хлебном поле. Османские войска насчитывали более 20 тысяч человек. Они хотели дождаться здесь войска воеводы. Османскими войсками командовали Али Коджа и Басараб Цепелюш.
Христианское войско стояло тремя колоннами в лесу на Хлебном поле. Во главе венгерских войск стояли Иштван Батори, Пал Кинижи, Вук Бранкович и Басараб Лайота пос Батран. Кинижи занял правое крыло, Бранкович расположился на левом, Якшич вёл сербскую легкую кавалерию, саксонцы расположились рядом с ним, а войска Батори выстроились в центре. В битве приняли участие швейцарские наёмники, в том числе магистрат и хронист из Люцерна Мельхиор Русс, посвящённый за свою храбрость в рыцари королём Матвеем Корвином. Венгерское войско насчитывало 12-15 тысяч человек.
Сражение началось в час дня, и турки быстро отбросили центр противника, на какое-то время предавшийся панике. Турки также оттеснили венгерский правый фланг, но тяжеловооруженная конница Кинижи выдержала удар, а затем контратаковала. Перепуганный Али Коджа внезапно бежал с поля боя, бросив своих людей. Воспользовавшись этим, Кинижи сумел атаковать фланг турок, теснивших Батори. Битва длилась несколько часов, остальная часть турецкой армии стойко удерживала свои позиции, но после того как Иса-бей был смертельно ранен, турецкий центр, оставшись без предводителя, бежал. Венгры преследовали бегущих и методично перебили большую часть из них.
Остатки турок бежали в горы, где большинство из них были убиты местными жителями. Потери венгерского войска составили около 3000 человек. На поле боя было оставлено большое количество добычи, а все пленные были освобождены от цепей, после чего также приняли участие в разграблении лагеря.
В ответ на турецкое вторжение 1479 года Кинижи вторгся в Сербию и разгромил Али-бея в нескольких сражениях. Вернувшись оттуда, он привез в Венгрию несколько тысяч сербских поселенцев для заселения опустошенного юга.